# Lista de consultores-gerais da República
Esta é a lista dos consultores-gerais da República (Brasil).
A Consultoria-Geral da República foi criada pelo Decreto nº 967, de 2 de janeiro de 1903 e extinta pela lei complementar nº 73, de 10 de fevereiro de 1993, sendo substituída pela Consultoria-Geral da União.
| Nº | Nome                                                   | Início                  | Fim                     | Presidente               |
| -- | ------------------------------------------------------ | ----------------------- | ----------------------- | ------------------------ |
| 1  | Tristão de Alencar Araripe Júnior                      | 2 de janeiro de 1903    | 15 de novembro de 1906  | Rodrigues Alves          |
| —  | Tristão de Alencar Araripe Júnior                      | 15 de novembro de 1906  | 14 de junho de 1909     | Afonso Pena              |
| —  | Tristão de Alencar Araripe Júnior                      | 14 de junho de 1909     | 15 de novembro de 1910  | Nilo Peçanha             |
| —  | Tristão de Alencar Araripe Júnior                      | 15 de novembro de 1910  | 29 de outubro de 1911   | Hermes da Fonseca        |
| 2  | Rodrigo Otávio Landgaard Meneses                       | 29 de novembro de 1911  | 12 de abril de 1912     | Hermes da Fonseca        |
| —  | Manoel Álvaro de Souza Sá Vianna (interino)            | 12 de abril de 1912     | 1 de agosto de 1913     | Hermes da Fonseca        |
| —  | Rodrigo Otávio Landgaard Meneses                       | 1 de agosto de 1913     | 15 de novembro de 1914  | Hermes da Fonseca        |
| —  | Rodrigo Otávio Landgaard Meneses                       | 15 de novembro de 1914  | 15 de novembro de 1918  | Venceslau Brás           |
| —  | Rodrigo Otávio Landgaard Meneses                       | 15 de novembro de 1918  | 4 de janeiro de 1919    | Delfim Moreira           |
| —  | Manoel Álvaro de Souza Sá Vianna (interino)            | 4 de janeiro de 1919    | 28 de julho de 1919     | Delfim Moreira           |
| —  | Rodrigo Otávio Landgaard Meneses                       | 28 de julho de 1919     | 28 de julho de 1919     | Epitácio Pessoa          |
| —  | Manoel Álvaro de Souza Sá Vianna (interino)            | 28 de julho de 1919     | 2 de agosto de 1919     | Epitácio Pessoa          |
| —  | James Darcy (interino)                                 | 2 de agosto de 1919     | 20 de dezembro de 1919  | Epitácio Pessoa          |
| —  | Rodrigo Otávio Landgaard Meneses                       | 20 de dezembro de 1919  | 11 de março de 1920     | Epitácio Pessoa          |
| —  | James Darcy (interino)                                 | 11 de março de 1920     | 6 de abril de 1920      | Epitácio Pessoa          |
| —  | Alfredo Bernardes da Silva (interino)                  | 6 de abril de 1920      | 26 de agosto de 1920    | Epitácio Pessoa          |
| —  | James Darcy (interino)                                 | 27 de agosto de 1920    | 28 de fevereiro de 1921 | Epitácio Pessoa          |
| —  | Rodrigo Otávio Landgaard Meneses                       | 28 de fevereiro de 1921 | 15 de novembro de 1922  | Epitácio Pessoa          |
| —  | Rodrigo Otávio Landgaard Meneses                       | 15 de novembro de 1922  | 12 de maio de 1923      | Artur Bernardes          |
| —  | Astolfo Vieira de Rezende (interino)                   | 12 de maio de 1923      | 3 de agosto de 1923     | Artur Bernardes          |
| —  | Rodrigo Otávio Landgaard Meneses                       | 3 de agosto de 1923     | 24 de julho de 1924     | Artur Bernardes          |
| —  | Astolfo Vieira de Rezende (interino)                   | 24 de julho de 1924     | 2 de agosto de 1926     | Artur Bernardes          |
| —  | Rodrigo Otávio Landgaard Meneses                       | 2 de agosto de 1926     | 15 de novembro de 1926  | Artur Bernardes          |
| —  | Rodrigo Otávio Landgaard Meneses                       | 15 de novembro de 1926  | 15 de fevereiro de 1929 | Washington Luís          |
| 3  | Solidônio Leite                                        | 20 de fevereiro de 1929 | 18 de setembro de 1930  | Washington Luís          |
| 4  | Levi Fernandes Carneiro                                | 21 de novembro de 1930  | 17 de fevereiro de 1932 | Getúlio Vargas           |
| 5  | Raul Fernandes                                         | 17 de fevereiro de 1932 | 14 de novembro de 1932  | Getúlio Vargas           |
| 6  | Carlos Maximiliano Pereira dos Santos                  | 17 de novembro de 1932  | 15 de novembro de 1933  | Getúlio Vargas           |
| 6  | Fernando Antunes                                       | 30 de novembro de 1933  | 30 de dezembro de 1933  | Getúlio Vargas           |
| 7  | Francisco Luís da Silva Campos                         | 1 de janeiro de 1934    | 20 de julho de 1934     | Getúlio Vargas           |
| —  | Francisco Luís da Silva Campos                         | 20 de julho de 1934     | 8 de novembro de 1937   | Getúlio Vargas           |
| 8  | Aníbal Freire da Fonseca                               | 15 de outubro de 1938   | 19 de junho de 1940     | Getúlio Vargas           |
| 9  | Orozimbo Nonato da Silva                               | 10 de julho de 1940     | 8 de maio de 1941       | Getúlio Vargas           |
| 10 | Hahnemann Guimarães                                    | 13 de maio de 1941      | 19 de maio de 1945      | Getúlio Vargas           |
| 11 | Themístocles Brandão Cavalcanti                        | 24 de maio de 1945      | 29 de outubro de 1945   | Getúlio Vargas           |
| —  | Themístocles Brandão Cavalcanti                        | 29 de outubro de 1945   | 31 de janeiro de 1946   | José Linhares            |
| —  | Themístocles Brandão Cavalcanti                        | 31 de janeiro de 1946   | 21 de fevereiro de 1946 | Gaspar Dutra             |
| 12 | Miguel Seabra Fagundes                                 | 21 de fevereiro de 1946 | 23 de setembro de 1946  | Gaspar Dutra             |
| 13 | Odilon da Costa Manso                                  | 18 de outubro de 1946   | 17 de novembro de 1947  | Gaspar Dutra             |
| 14 | Haroldo Valladão                                       | 17 de novembro de 1947  | 12 de abril de 1950     | Gaspar Dutra             |
| 15 | Luciano Pereira da Silva                               | 9 de junho de 1950      | 31 de janeiro de 1951   | Gaspar Dutra             |
| —  | Luciano Pereira da Silva                               | 31 de janeiro de 1951   | 17 de março de 1951     | Getúlio Vargas           |
| 16 | Carlos Medeiros                                        | 17 de março de 1951     | 24 de agosto de 1954    | Getúlio Vargas           |
| —  | Carlos Medeiros                                        | 24 de agosto de 1954    | 31 de agosto de 1954    | Café Filho               |
| 17 | Antônio Gonçalves de Oliveira                          | 31 de agosto de 1954    | 14 de fevereiro de 1955 | Café Filho               |
| 18 | Ivo d'Aquino                                           | 17 de fevereiro de 1955 | 5 de maio de 1955       | Café Filho               |
| 19 | Themístocles Brandão Cavalcanti                        | 5 de maio de 1955       | 8 de novembro de 1955   | Café Filho               |
| —  | Themístocles Brandão Cavalcanti                        | 8 de novembro de 1955   | 18 de novembro de 1955  | Nereu Ramos              |
| 20 | Francisco de Paula Brochado da Rocha                   | 23 de novembro de 1955  | 30 de janeiro de 1956   | Nereu Ramos              |
| 21 | Antônio Gonçalves de Oliveira                          | 6 de fevereiro de 1956  | 7 de junho de 1957      | Juscelino Kubitschek     |
| —  | Caio Tácito Sá Viana Pereira de Vasconcelos (interino) | 7 de junho de 1957      | 9 de agosto de 1957     | Juscelino Kubitschek     |
| —  | Antônio Gonçalves de Oliveira                          | 9 de agosto de 1957     | 15 de fevereiro de 1960 | Juscelino Kubitschek     |
| 22 | Victor Nunes Leal                                      | 15 de fevereiro de 1960 | 20 de outubro de 1960   | Juscelino Kubitschek     |
| 23 | Leopoldo César de Miranda Lima Filho                   | 20 de outubro de 1960   | 31 de janeiro de 1961   | Juscelino Kubitschek     |
| —  | Leopoldo César de Miranda Lima Filho                   | 31 de janeiro de 1961   | 6 de fevereiro de 1961  | Jânio Quadros            |
| 24 | Caio Mário da Silva Pereira                            | 2 de março de 1961      | 25 de agosto de 1961    | Jânio Quadros            |
| —  | Caio Mário da Silva Pereira                            | 25 de agosto de 1961    | 8 de setembro de 1961   | Ranieri Mazzilli         |
| —  | Gilvan Correia de Queiroz (interino)                   | 18 de setembro de 1962  | 10 de maio de 1963      | João Goulart             |
| 25 | Antônio Balbino de Carvalho Filho                      | 10 de maio de 1963      | 15 de maio de 1963      | João Goulart             |
| 26 | Francisco Waldir Pires de Souza                        | 15 de maio de 1963      | 20 de março de 1964     | João Goulart             |
| —  | Francisco Waldir Pires de Souza                        | 31 de março de 1964     | 15 de abril de 1964     | Ranieri Mazzilli         |
| 27 | Adroaldo Mesquita da Costa                             | 27 de abril de 1964     | 15 de março de 1967     | Castelo Branco           |
| —  | Adroaldo Mesquita da Costa                             | 15 de março de 1967     | 31 de agosto de 1969    | Costa e Silva            |
| —  | Adroaldo Mesquita da Costa                             | 31 de agosto de 1969    | 30 de outubro de 1969   | Junta militar de 1969    |
| 28 | Romeu Ramos                                            | 30 de outubro de 1969   | 15 de março de 1974     | Emílio Garrastazu Médici |
| 29 | Clenício da Silva Duarte                               | 25 de março de 1974     | 15 de abril de 1974     | Ernesto Geisel           |
| 30 | Luís Rafael Mayer                                      | 15 de abril de 1974     | 13 de dezembro de 1978  | Ernesto Geisel           |
| 31 | William Andrade Patterson                              | 13 de dezembro de 1978  | 15 de março de 1979     | Ernesto Geisel           |
| 32 | Clóvis Ramalhete Maia                                  | 16 de março de 1979     | 7 de abril de 1981      | João Figueiredo          |
| 33 | Paulo Cesar Cataldo                                    | 8 de abril de 1981      | 25 de junho de 1984     | João Figueiredo          |
| 34 | Ronaldo Poletti                                        | 16 de agosto de 1984    | 15 de março de 1985     | João Figueiredo          |
| 35 | Darci Bessone                                          | 15 de março de 1985     | 28 de agosto de 1985    | José Sarney              |
| 36 | Paulo Brossard                                         | 28 de agosto de 1985    | 14 de fevereiro de 1986 | José Sarney              |
| 37 | Saulo Ramos                                            | 14 de fevereiro de 1986 | 8 de agosto de 1989     | José Sarney              |
| —  | Sebastião Baptista Affonso (interino)                  | 6 de julho de 1989      | 28 de setembro de 1989  | José Sarney              |
| —  | Clóvis Ferro Costa (interino)                          | 28 de setembro de 1989  | 15 de março de 1990     | José Sarney              |
| 38 | Célio Silva                                            | 15 de março de 1990     | 2 de outubro de 1992    | Fernando Collor          |
| 39 | José de Castro Ferreira                                | 5 de outubro de 1992    | 12 de fevereiro de 1993 | Itamar Franco            |